# Gustavo Mantuan
Gustavo Mantuan (* 20. Juni 2001 in Santo André) ist ein brasilianischer Fußballspieler.

## Karriere
Mantuan begann seine Karriere bei Corinthians São Paulo. Im September 2020 stand er erstmals im Profikader der Corinthians. Sein Debüt in der Série A gab er schließlich im selben Monat gegen Sport Recife. Im Oktober 2020 erzielte er bei einem 2:1-Sieg gegen den CR Vasco da Gama sein erstes Tor in der höchsten brasilianischen Spielklasse. In jener Partie riss er sich aber das Kreuzband und die Spielzeit war für ihn beendet. In der Saison 2020 kam er auf sieben Einsätze. Sein Comeback gab der Stürmer ein Jahr später im Oktober 2021. In der Saison 2021 absolvierte er drei Partien.
In der Saison 2022 kam er zu 14 Einsätzen, in denen er drei Tore erzielte, ehe er im Juli 2022 nach Russland an Zenit St. Petersburg verliehen wurde. Dort debütierte er im August 2022 gegen ZSKA Moskau in der Premjer-Liga. Sein Debüt krönte er mit dem Tor zum 2:1-Sieg für die Petersburger.

## Persönliches
Sein Bruder Guilherme (* 1997) ist ebenfalls Fußballspieler.